# 阿蒂特兰湖
阿蒂特兰湖（Lago de Atitlán）是危地馬拉高地上的一个大内流湖。虽然被认为是中美洲最深的湖泊，阿蒂特兰的湖底部其实还没有被全部测量过，最深处的深度据估计达到340米。湖的边缘由断崖环绕，南侧坐落着三座火山。

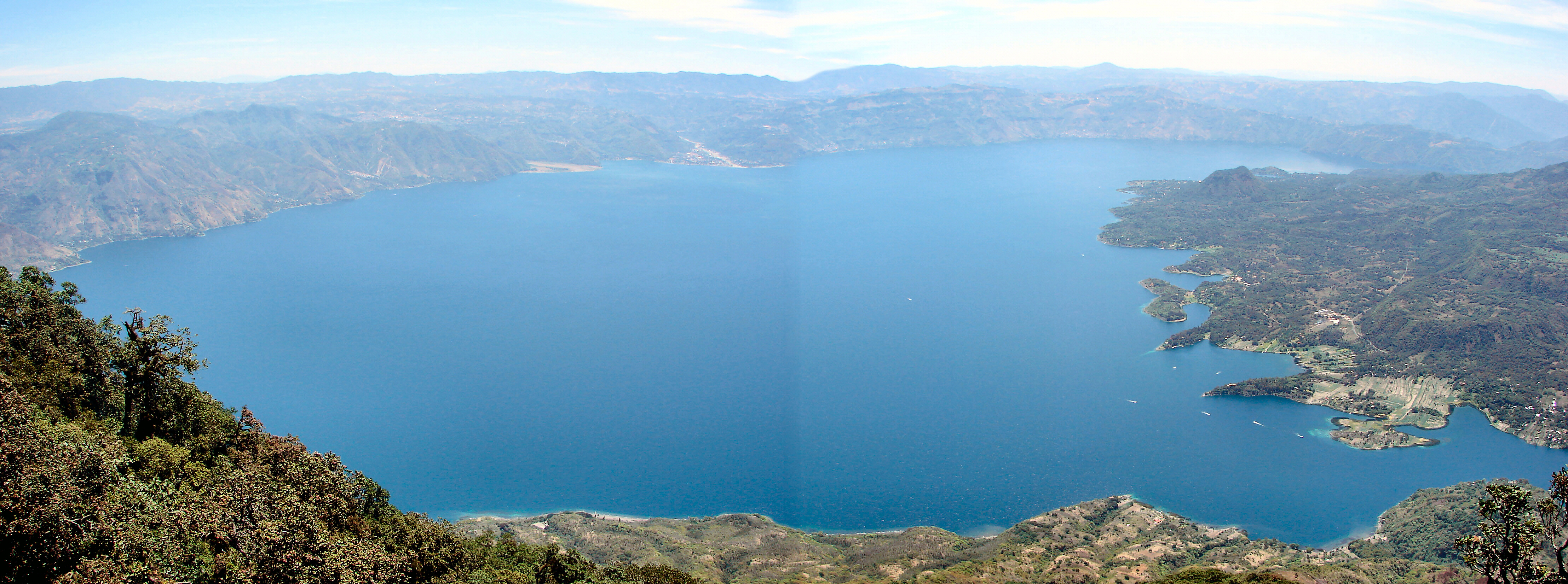
从圣佩德罗火山拍摄的阿蒂特兰湖全景，即右边卫星照片中从顶端向底端方向取景。

阿蒂特兰湖最初是由8万4千年前火山爆发留下的破火山口积水形成。其优美的景色使之被誉为世界上最美的湖泊之一。赫胥黎为阿蒂特兰湖写下了著名的一段赞美：“科莫湖（Lake Como），在我看来，触到了画境般美景的极限，但阿蒂特兰湖犹如科莫湖附加了数座巨大的火山。它实在是美得过分。”
阿蒂特兰湖周围的玛雅村镇也是其一大特色，村镇中的居民至今延续着传统的玛雅穿着和习俗。
湖周围的盆地提供了广泛种植咖啡等各种农作物尤其是玉米的土地。其他的主要农作物有洋葱、豆类、南瓜、番茄、黄瓜、蒜、绿辣椒、草莓、鳄梨和火龙果。湖本身也养育着多种动物，给绝大部分为原住民的周围居民提供了重要的食物来源。

## 地理历史

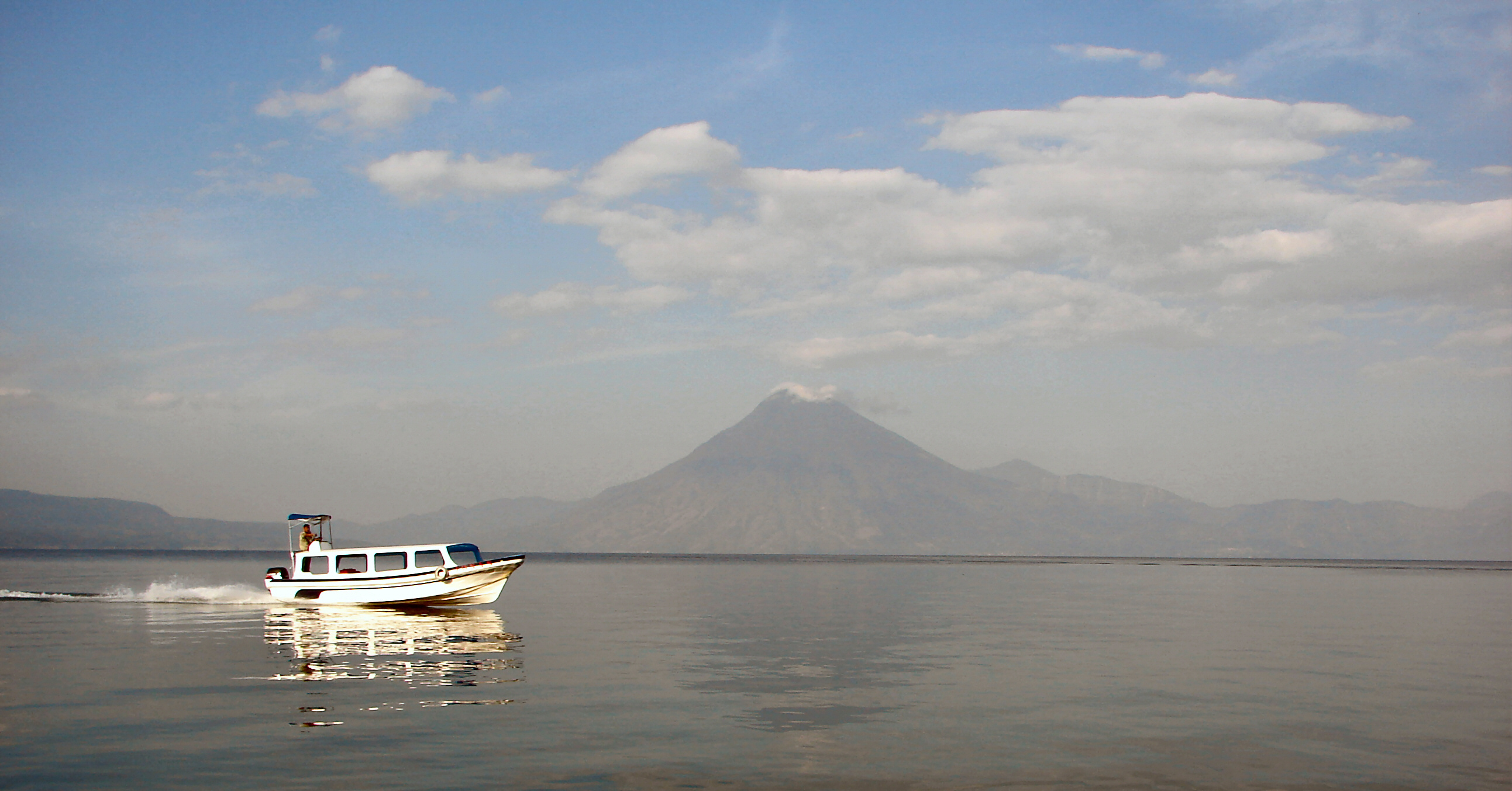
从Panajachel镇朝圣佩德罗火山方向望去的湖景。

该地区的火山活动最早发生在约1100万年前，随后陆续经历了4个单独的火山成长和火山口崩塌的过程，最近的一次发生在约180万年前并在形成现在的火山口时达到顶峰。阿蒂特兰湖如今填充了火山口的一大部分。
形成现今火山口的爆发被称作“鹦鹉爆发”（Los Chocoyos），喷发出了多达300立方公里的火山灰，覆盖到约600万平方公里的土地，从佛罗里达到厄瓜多尔都能被探测到，并且可以在地层学中被用作标记。Chocoyo是一种经常被发现在松软的火山灰上筑巢的鹦鹉。
鹦鹉爆發结束后，持续的火山活动又在火山口上形成了三座火山。阿蒂特兰火山(Volcán Atitlán)在火山口的北部边缘，圣佩德罗火山（Volcán San Pedro）和托利曼火山（Volcán Tolimán）位于火山口内。圣佩德罗火山是三座火山中形成最早的，并且看来在4万年前停止了喷发。托利曼火山在圣佩德罗火山停止爆发之后开始成长，可能至今仍然有活动，尽管有史以来并未发生过爆发。阿蒂特兰火山几乎完全是近1万年来形成的，是活火山，最近一次爆发在1853年发生。
1976年2月4日，危地马拉发生7.5级大地震，2万6千余人丧生。地震在湖床上形成了断裂，产生的水下流失使湖面在一个月内下降了2米。

## 生态历史
1955年阿蒂特兰湖周边地区成为了国家公园。当时世界对阿蒂特兰湖还几乎一无所知，危地马拉希望找到方法推广旅游业和推动地方经济。泛美航空公司建议在湖中养殖钓鱼者喜爱的鱼类就能达到这一目的。由此，非本地品种的黑鲈鱼在1958年被引入湖中。鲈鱼很快就接收了它们的新家，并开始吞食湖中本地产的生物。由于其食肉特性，鲈鱼消灭了三分之二的本地原有鱼类品种，并造成了仅生活在湖周地区的稀有鸟类阿提特蘭鷿鷈的灭绝。

## 文化
阿蒂特兰湖被许多村庄所环绕，村里仍然流行着玛雅文化，村民穿带着传统的服饰。阿蒂特兰湖的玛雅人主要属于苏杜旭族（Tz'utujil）和卡齐格尔族（Kaqchikel）。在西班牙征服美洲期间，卡齐格尔族开始与西班牙人结盟以击败宿敌苏杜旭族和基切族玛雅人，但后来自己也因拒绝向西班牙人进贡而被西班牙人所征服。
圣地亚哥阿蒂特兰（Santiago Atitlán）是湖边最大的村落，因崇拜马克西蒙神（Maximón）而著名。马克西蒙是一个融合了传统玛雅神明、天主教圣人和西班牙征服者传奇人物的偶像。马克西蒙的神像由当地宗教兄弟会管理，一年当中在不同会员的房子中轮流供奉，并在“圣周”（即复活节前一周）出现在游行中。危地馬拉几个城镇都有与此相关和类似的宗教，最出名的是祖尼尔（Zunil）崇拜圣西蒙（San Simón）的一派。
湖边的村庄中虽然仍盛行玛雅文化，湖岸上最大的城镇帕纳哈撤（Panajachel）却多年以来聚满了游人。它在1960年代吸引了大批的嬉皮士，虽然外国人在后来的内战中纷纷离开，1996年恢复和平以来旅游业却再次繁荣起来。今天，帕纳哈撤镇的经济几乎全部依靠旅游业。
湖周围有多处考古学遗址。位于当前湖面约16米（55英尺）以下的Sambaj，看来源自至少早至前古典时期。现存的一系列建筑残骸中，有一组高大建筑据信是城市的中心。
另一处城市遗址，Chiutinamit，是由于当地渔民“注意到水下看起来有个城市”而发现的。在接下来的调查中，潜水员在遗迹中打捞到了陶器碎片，遗迹的时期也由此被证明是在前古典晚期（公元前600年至公元250年）。
最近被危地马拉政府批准的项目“阿蒂特兰湖水下考古”与Fundación Albenga和阿蒂特兰湖博物馆合作进行。出于私有机构阿蒂特兰湖博物馆的顾虑，危地马拉内陆水体进行探索研究的必要性得到了分析。

## 危地马拉内战
在危地马拉内战期间，由于政府推行的焦土政策，很多严重侵犯人权的事件在阿蒂特兰湖地区发生。原住民被认为普遍支持反政府游击队，因此受到残酷的镇压。在圣地亚哥阿蒂特兰至少有300名玛雅村民在冲突中失踪。这一时期的两起事件成为了国际新闻。一起是来自美国俄克拉何马州的传教士斯坦利·罗瑟（Stanley Rother）于1981年在圣地亚哥阿蒂特兰的一个教堂裡被谋杀。
另一起事件发生在1990年，一群自发游行的抗议示威者行进到城市边缘军队基地时遭到军队开枪射击，13名无武装的平民丧生。国际压力迫使危地马拉政府关闭了这个基地，并宣布圣地亚哥阿蒂特兰为“非军事地带”。纪念这一事件的纪念馆在2005年的一次泥石流中被损坏。

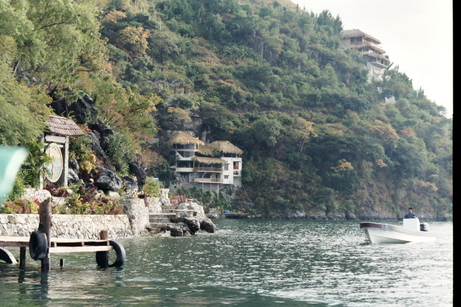
“世界旅馆”（Casa del Mundo）在湖周围的房屋

## 飓风
2005年10月飓风“斯坦”（Stan）（影片） （页面存档备份，存于）在危地马拉全境造成了严重的毁坏，阿蒂特兰湖地区损失尤其严重。Panabaj村被一次大型泥石流吞没，居民死亡人数高达1400人，5000多人无家可居。
灾后道路被重新修复，往这一地区的交通往来也恢复到正常。

## 圖集

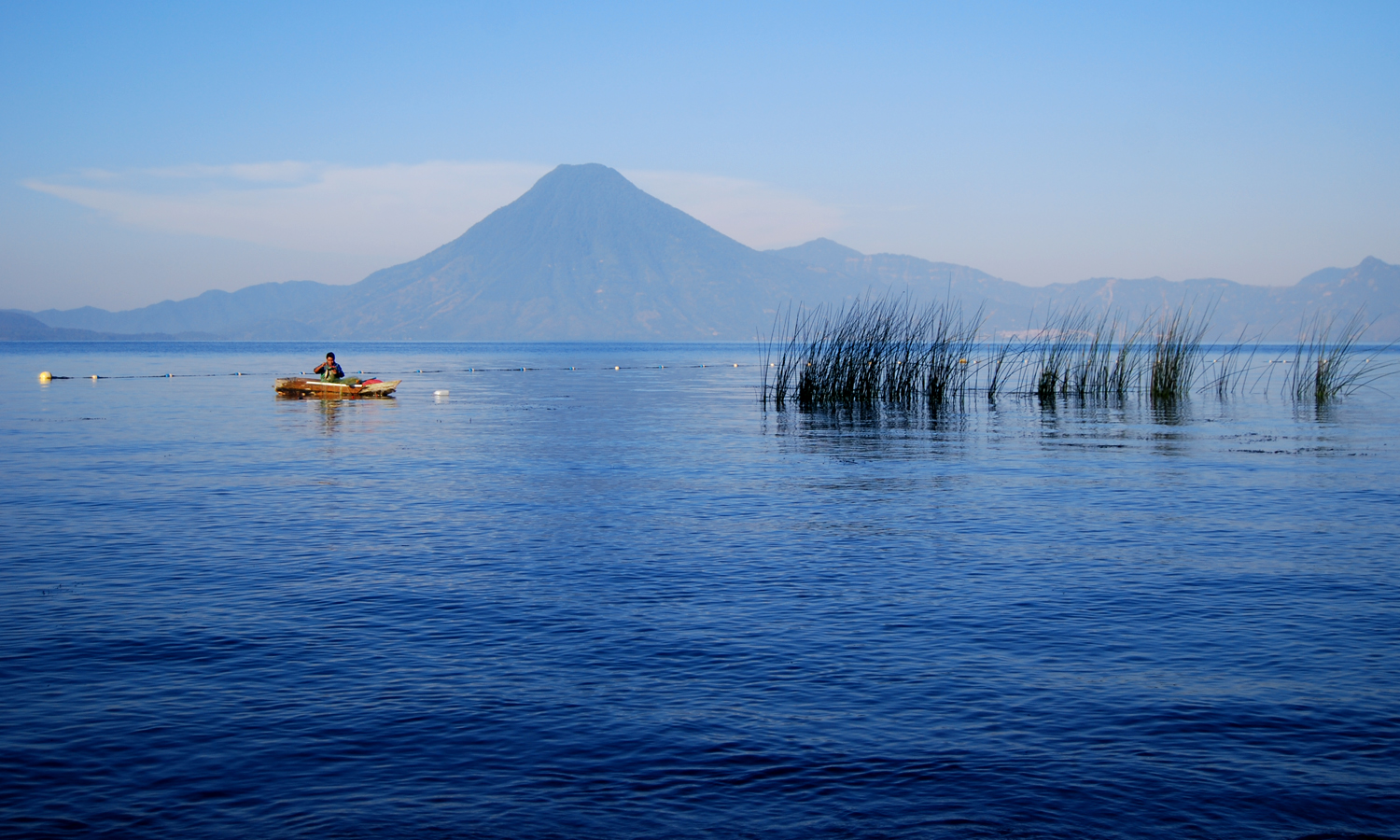
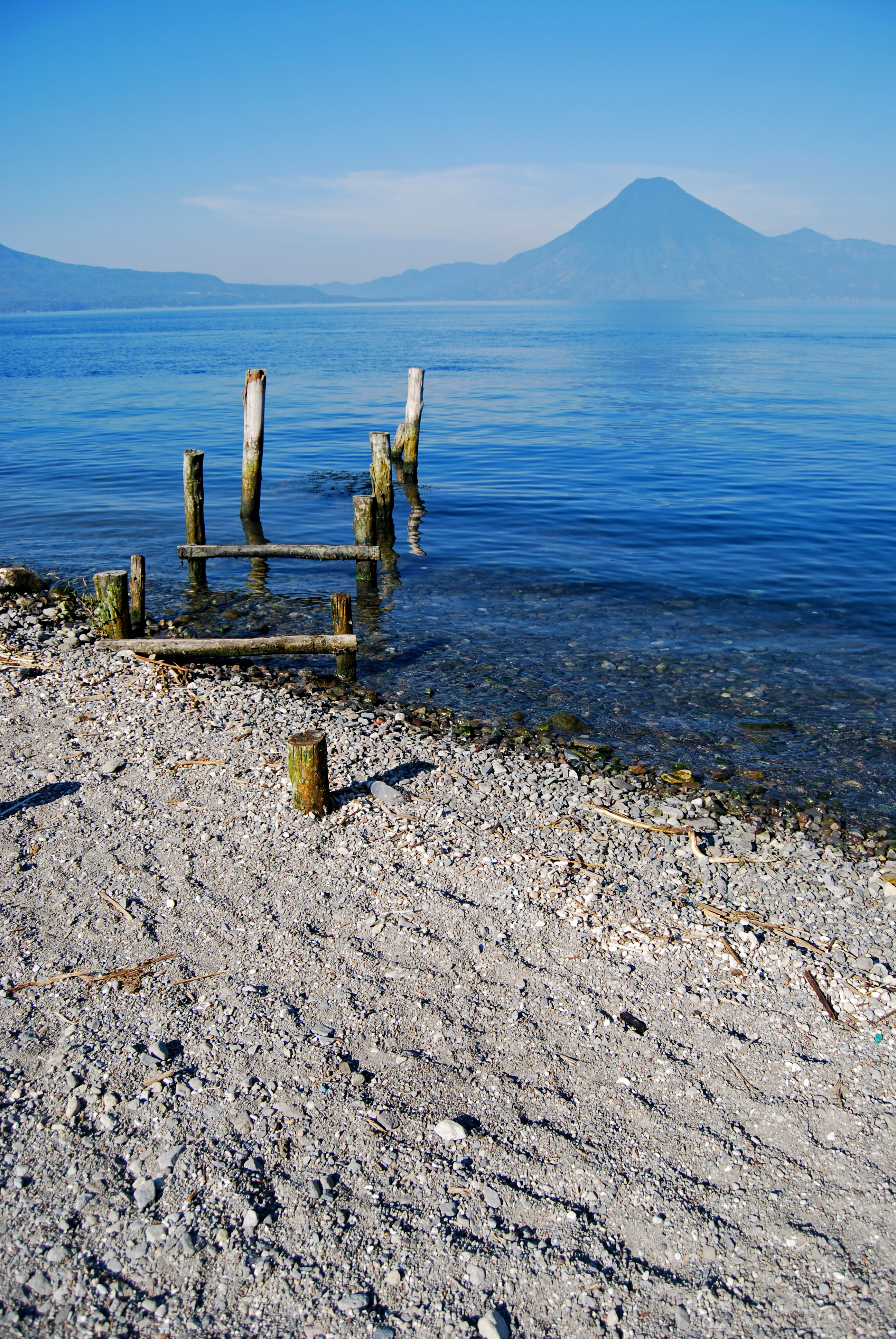
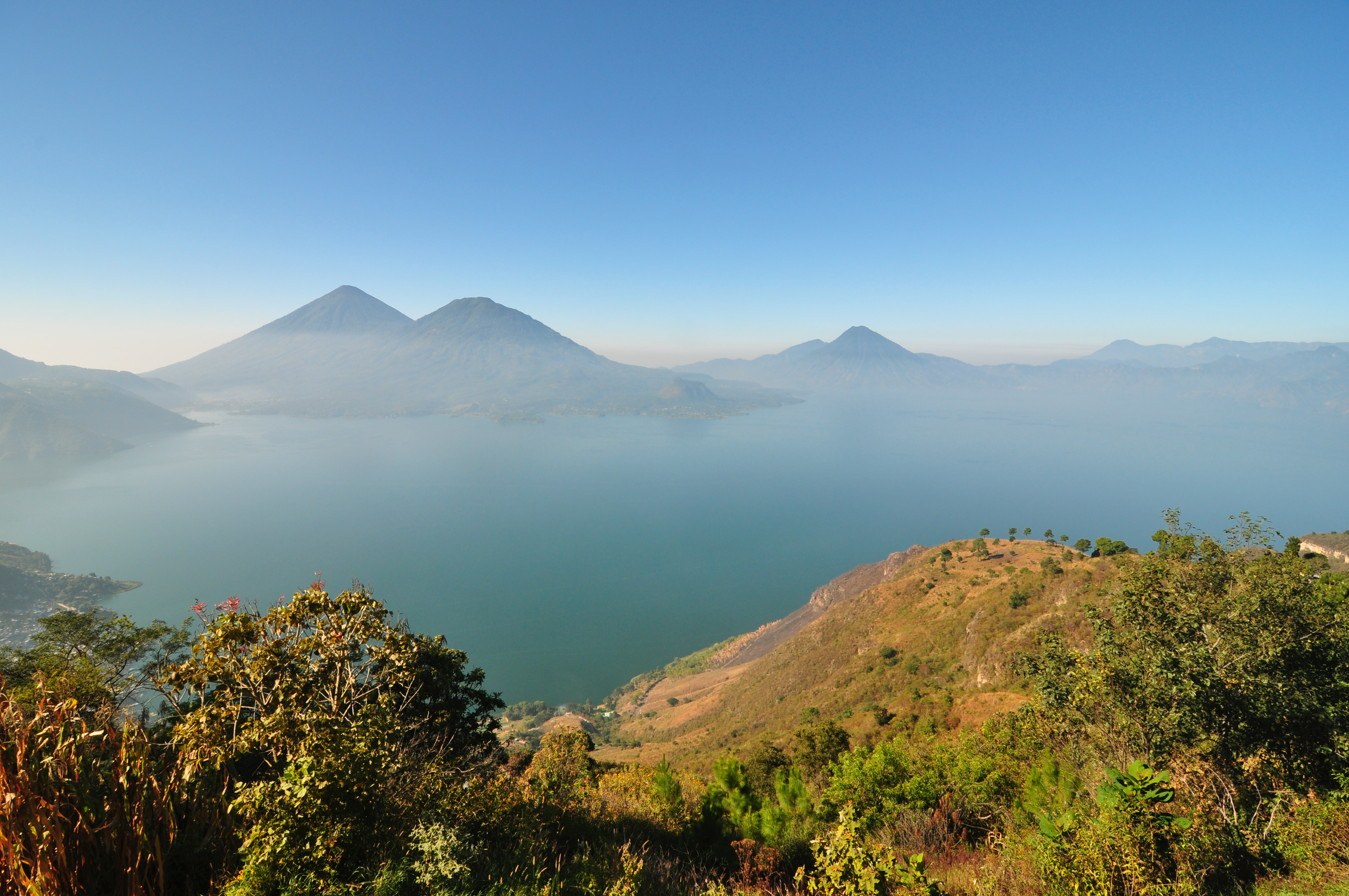
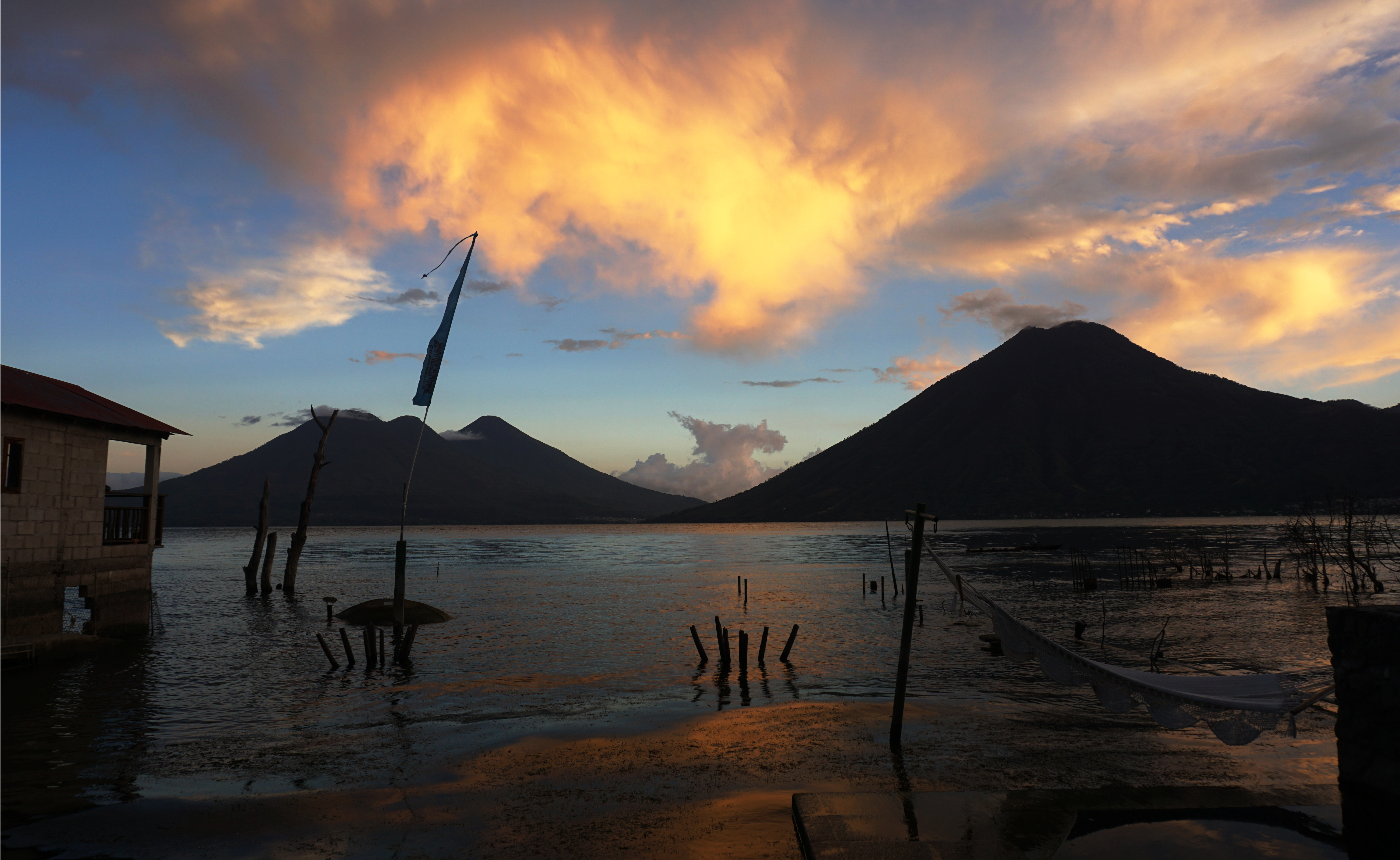
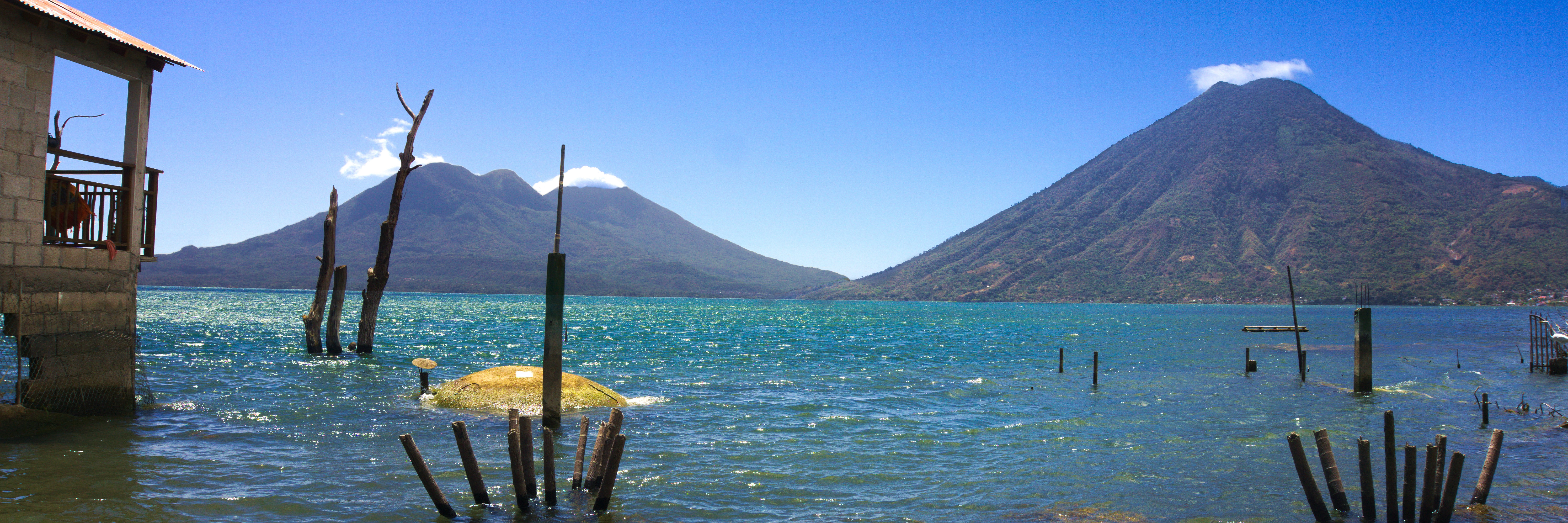
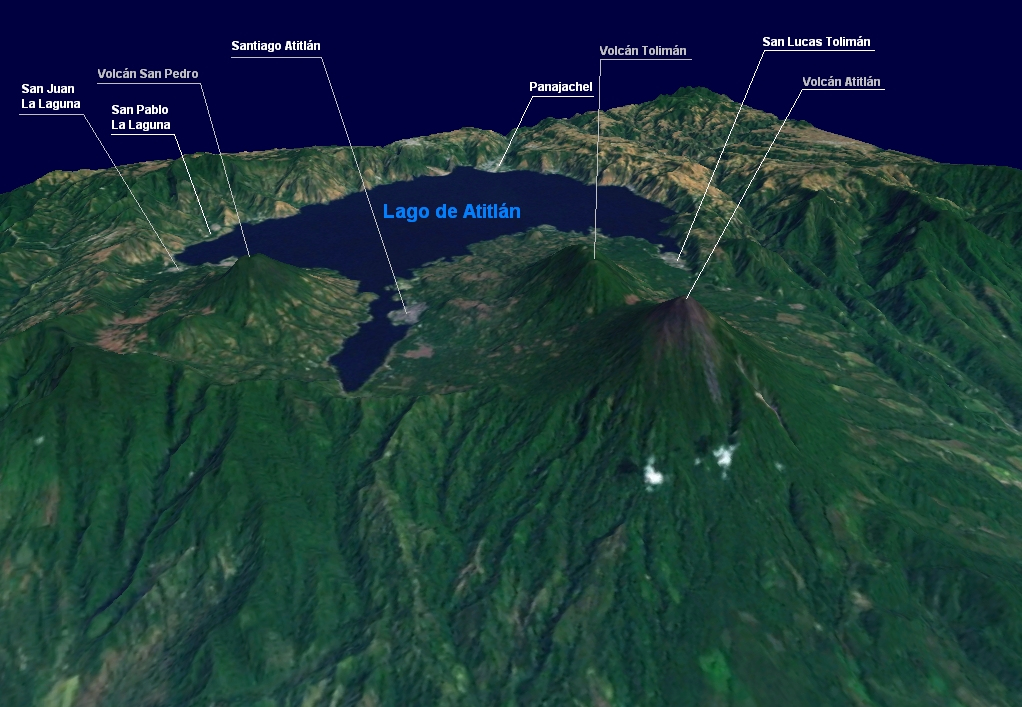
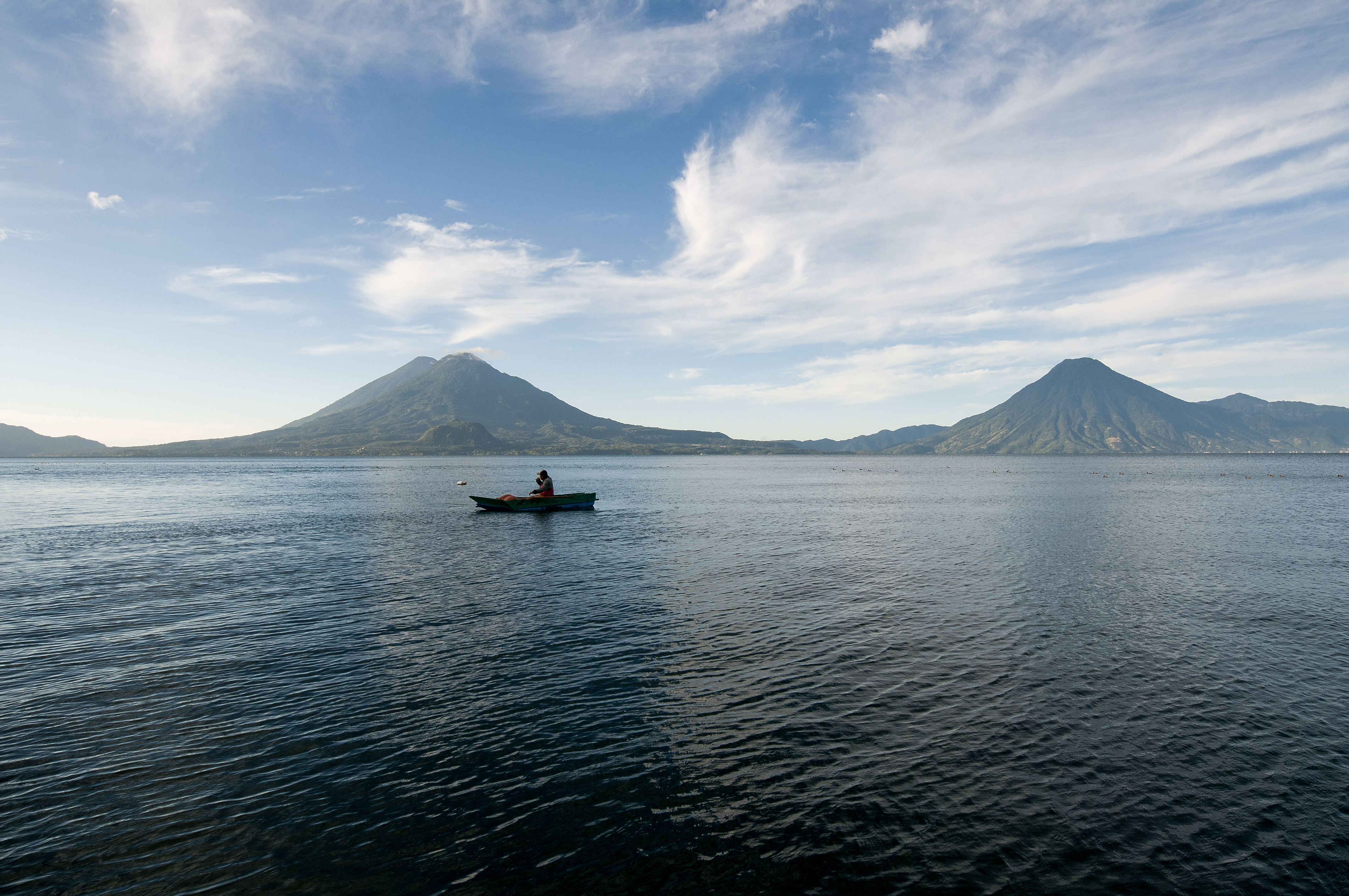
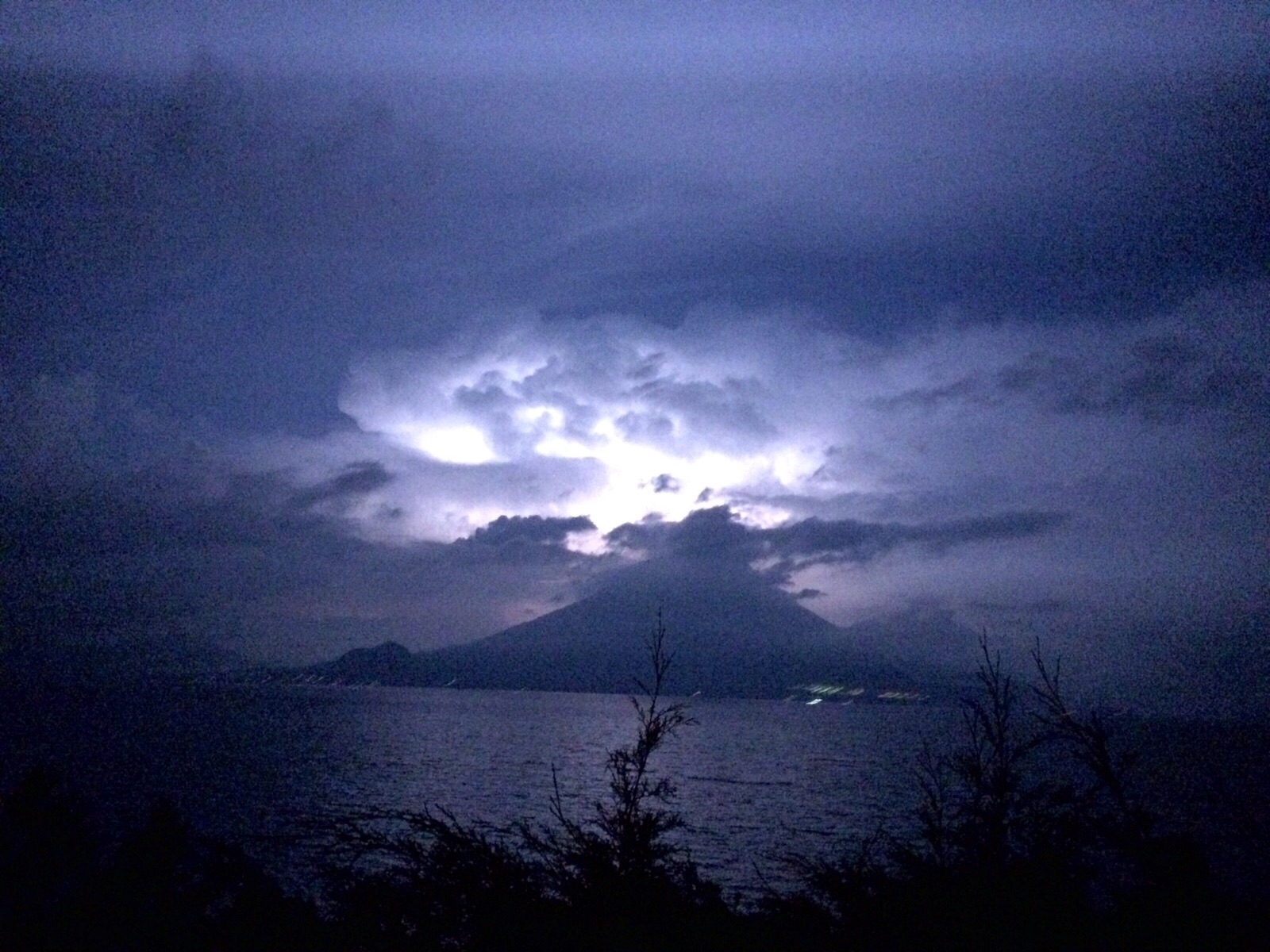
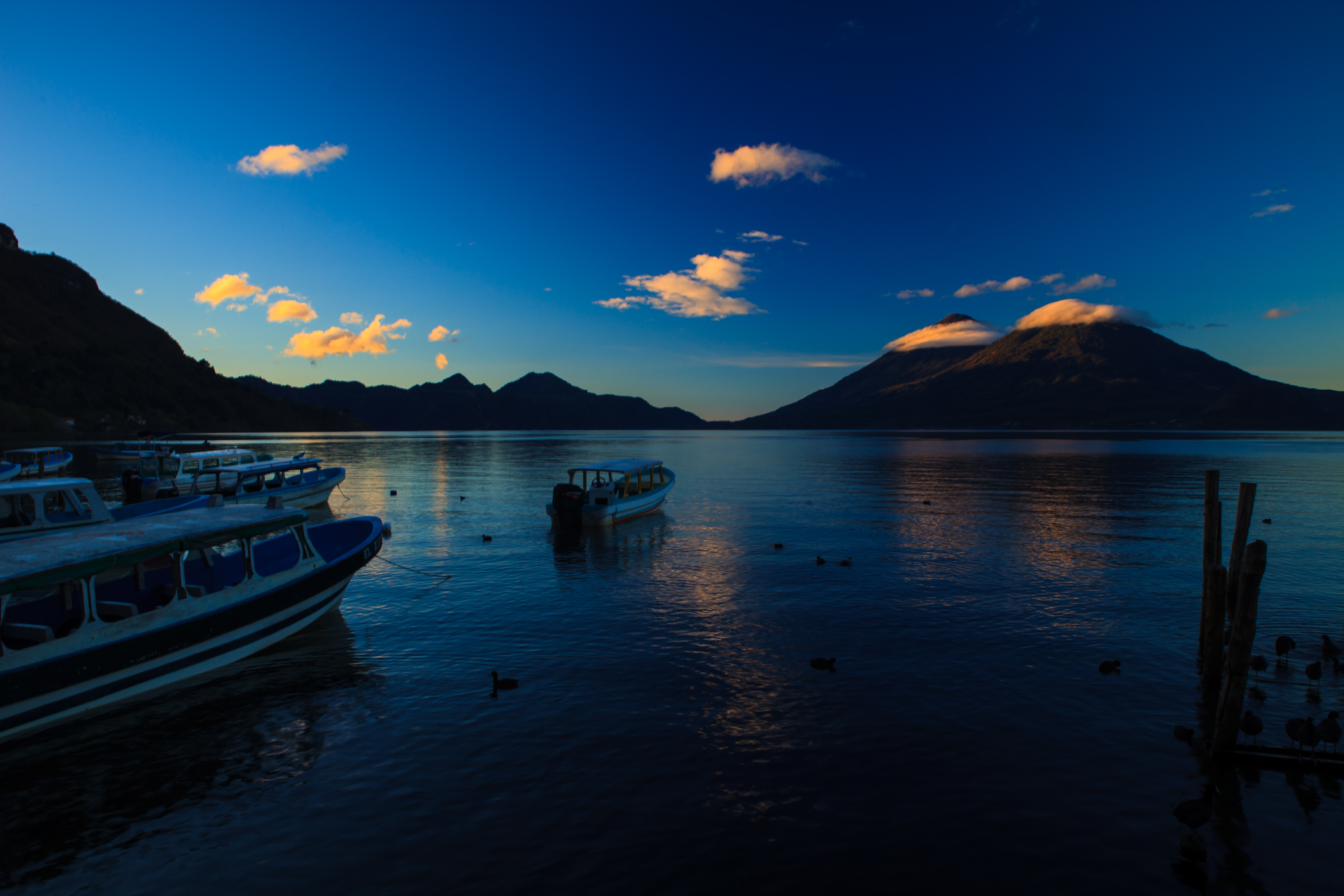
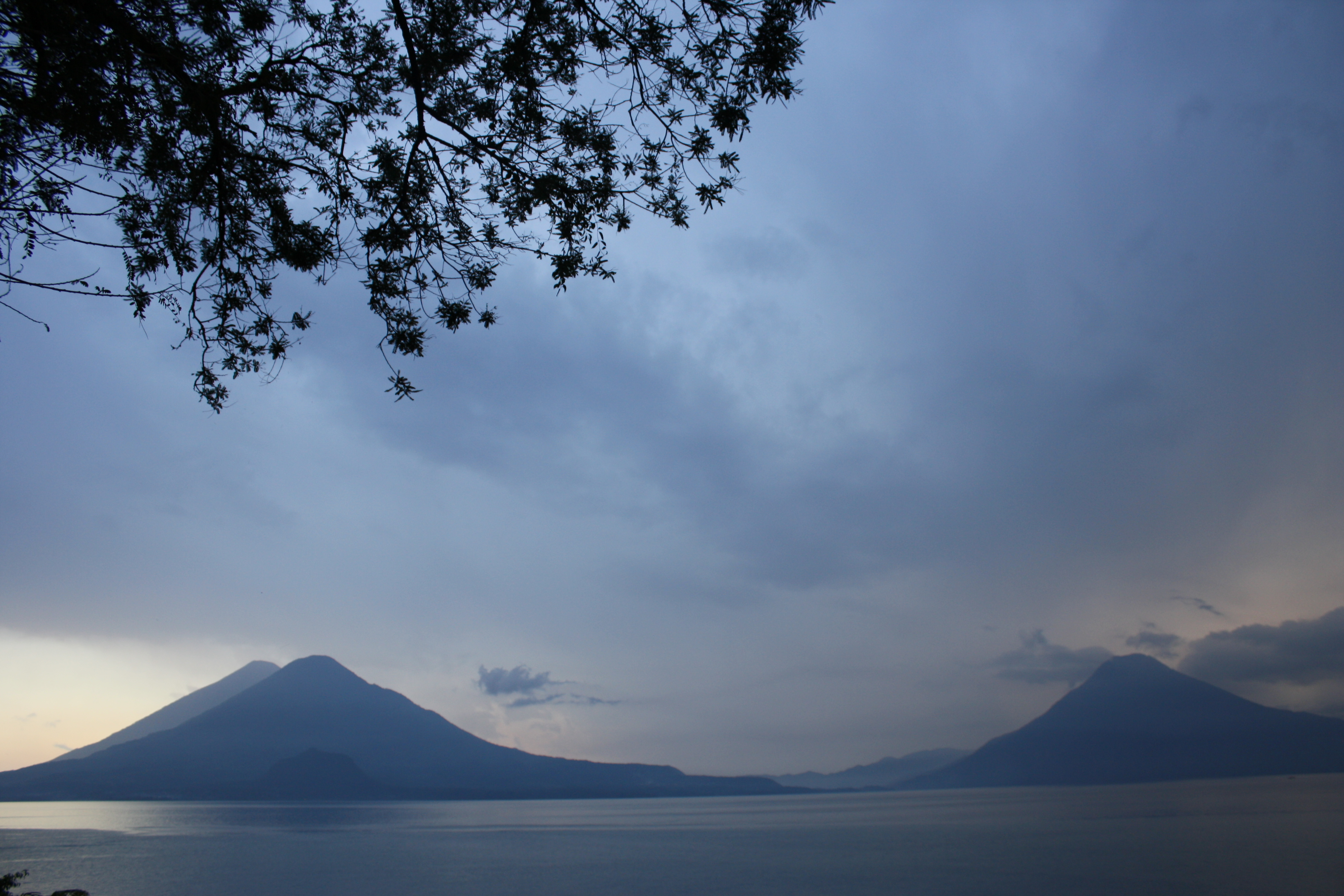
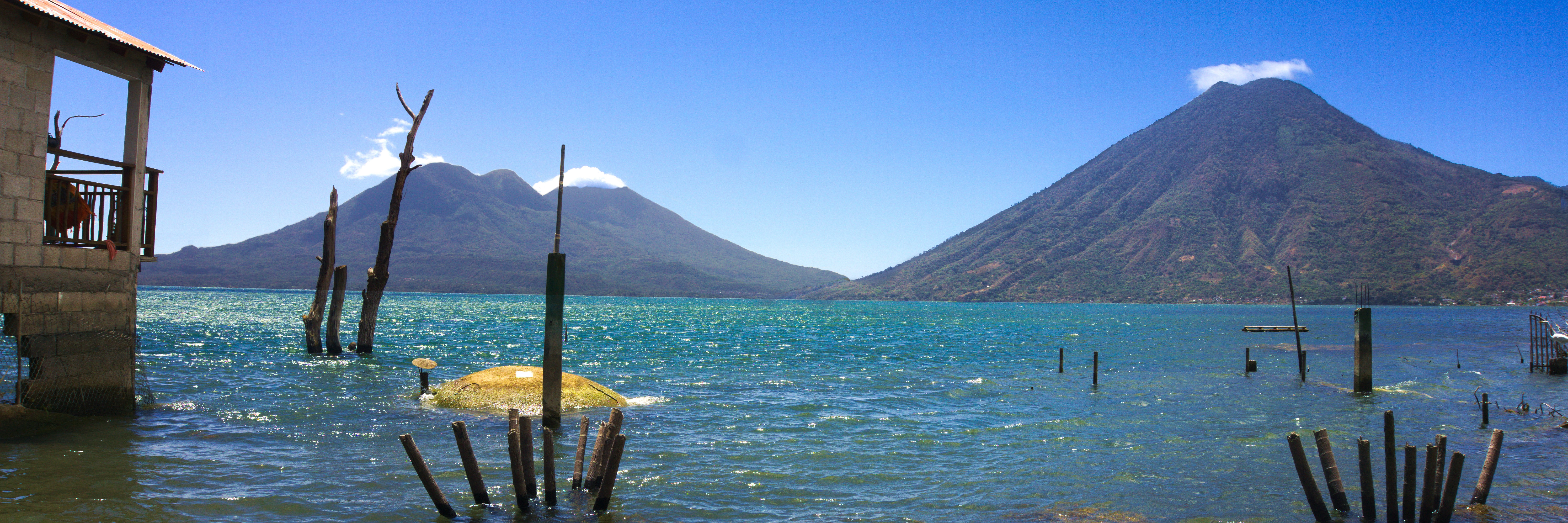
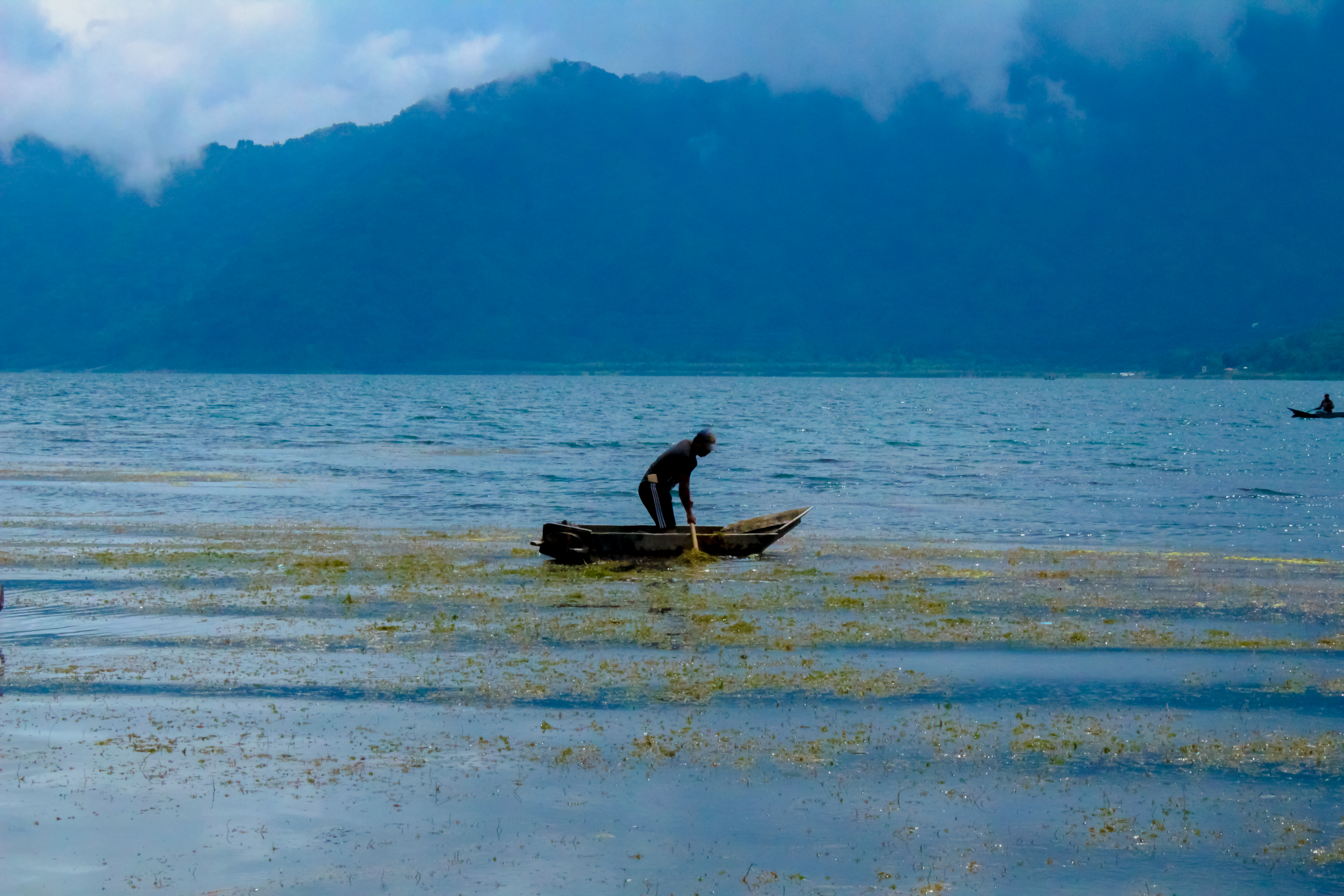
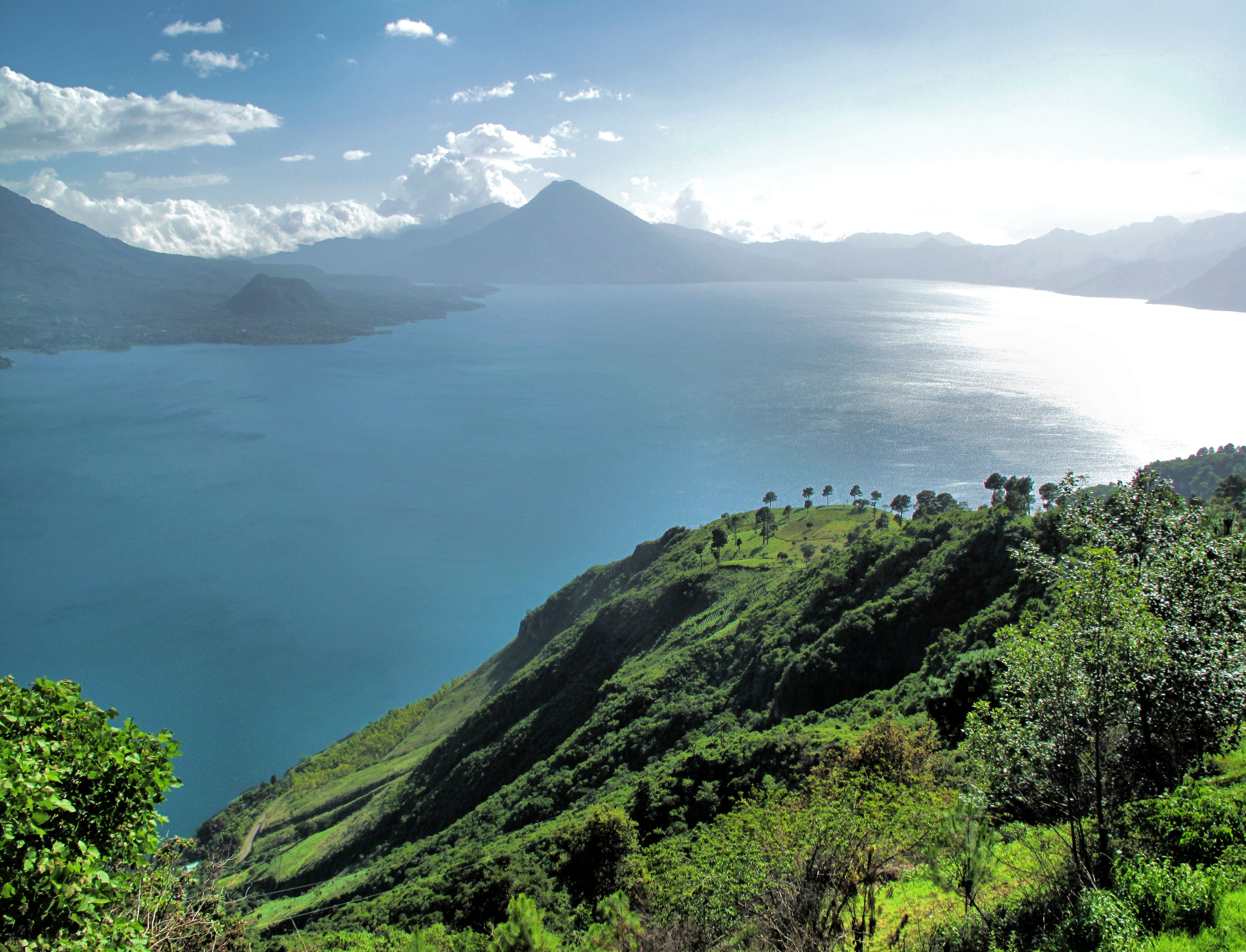
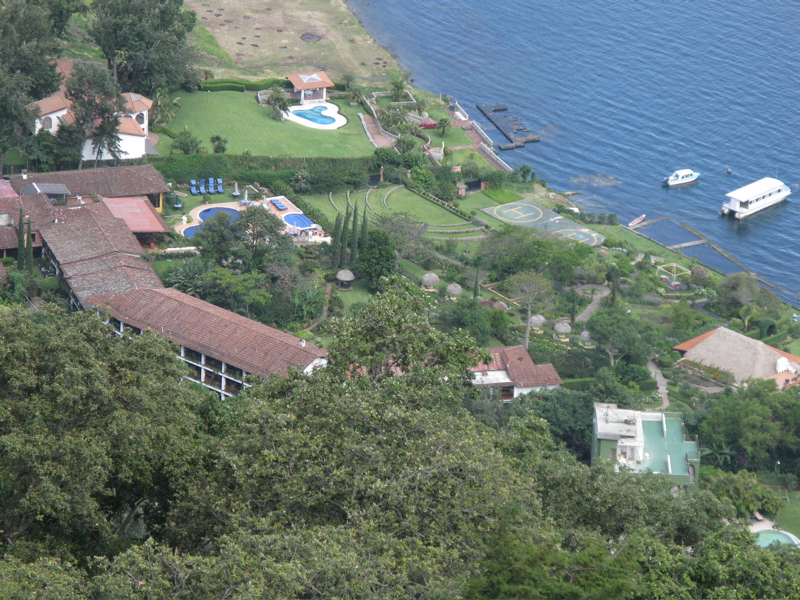
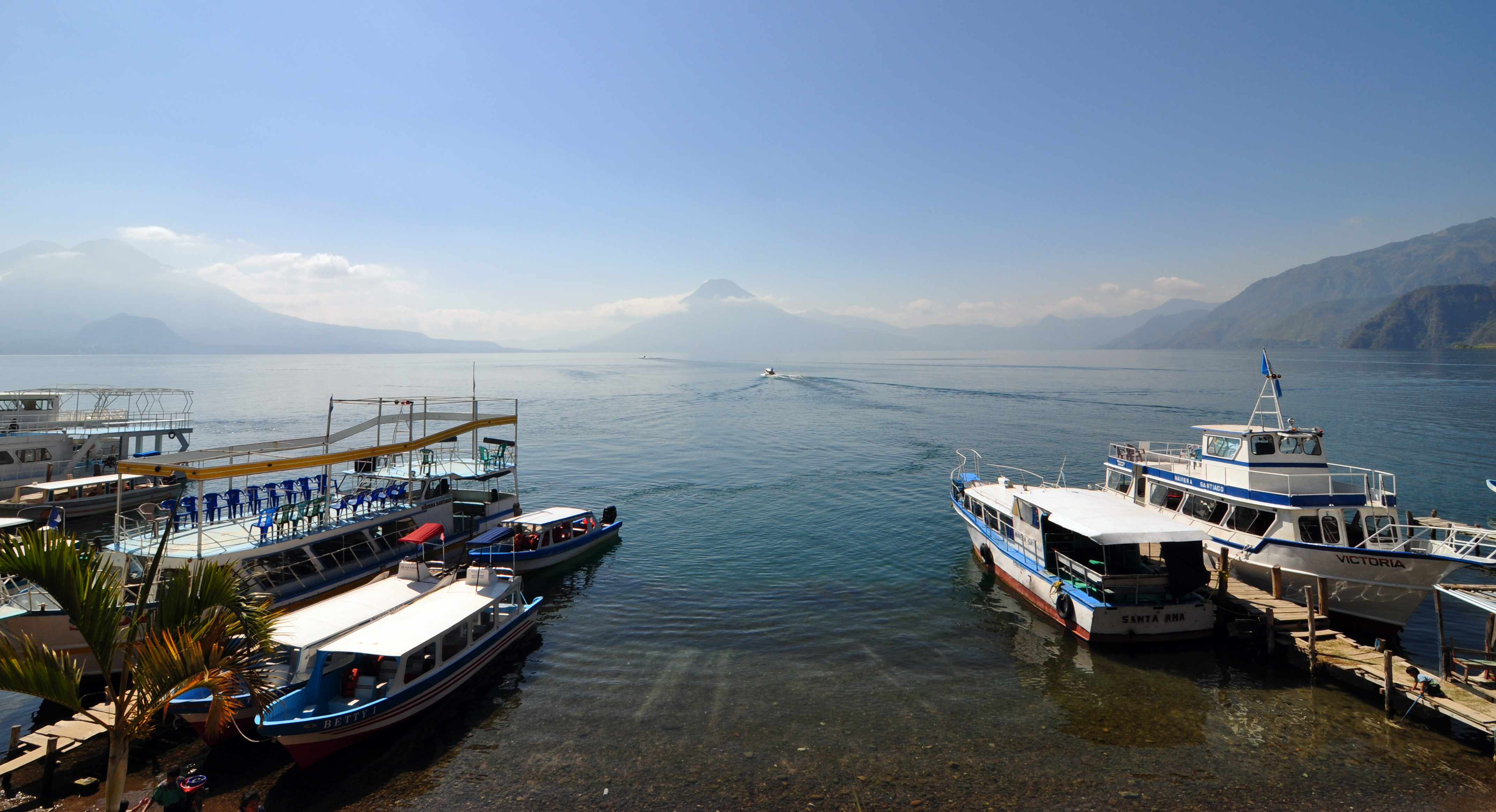
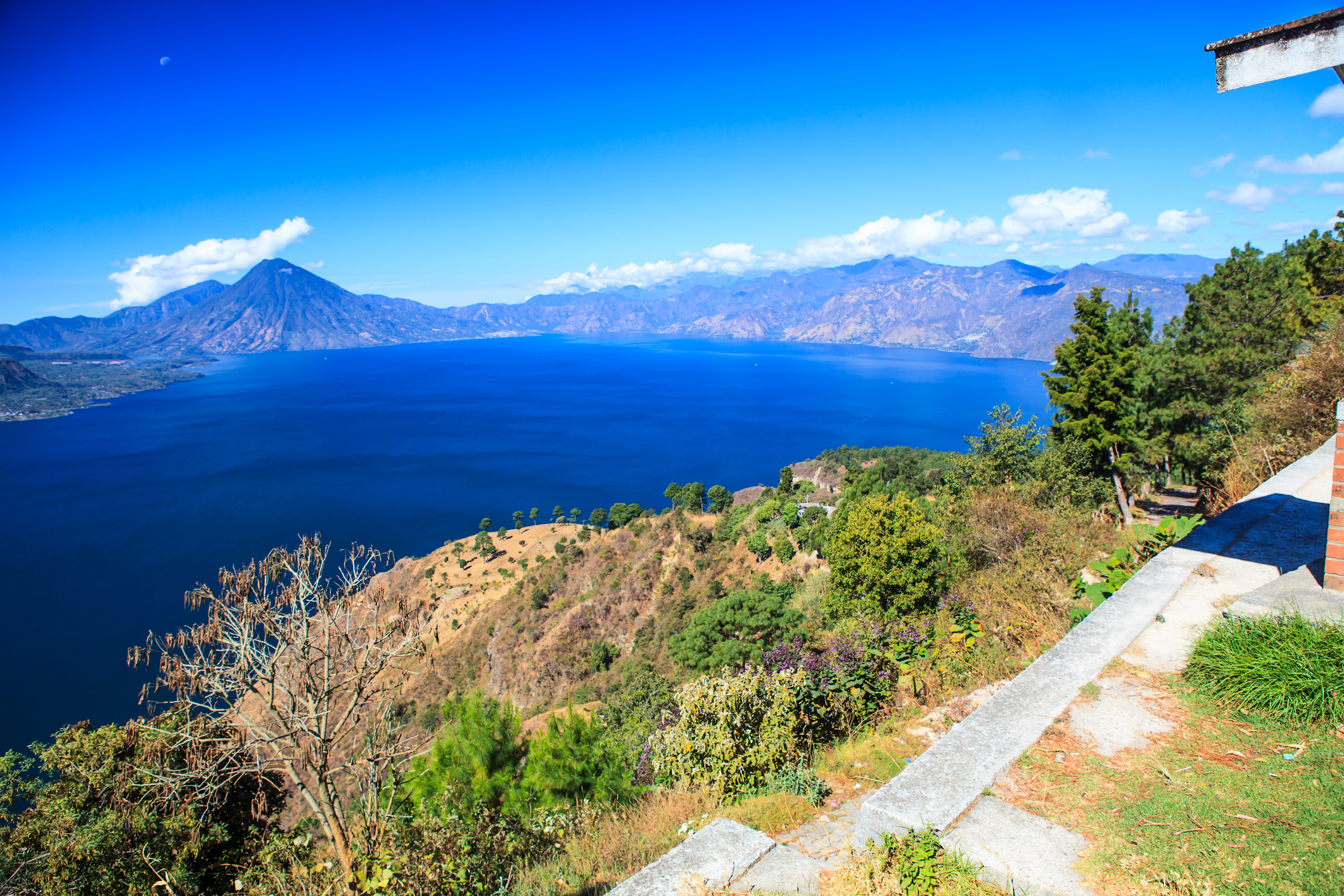
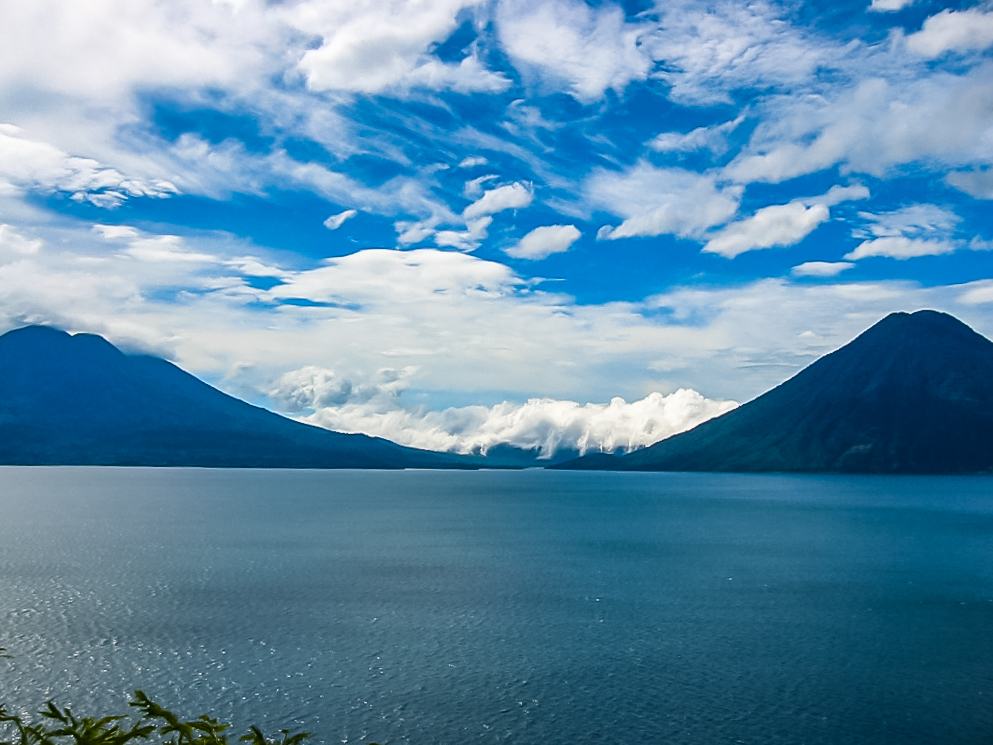
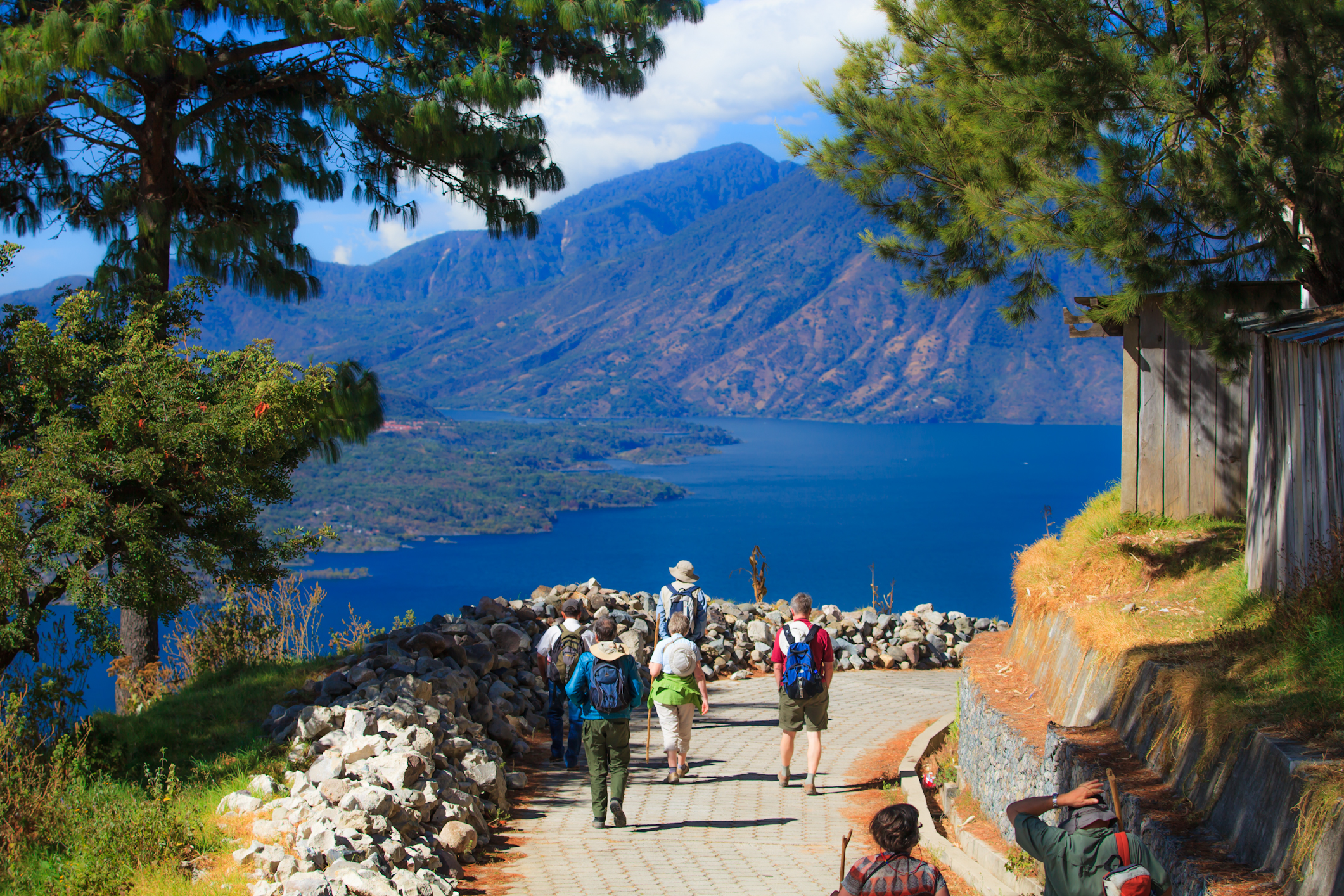
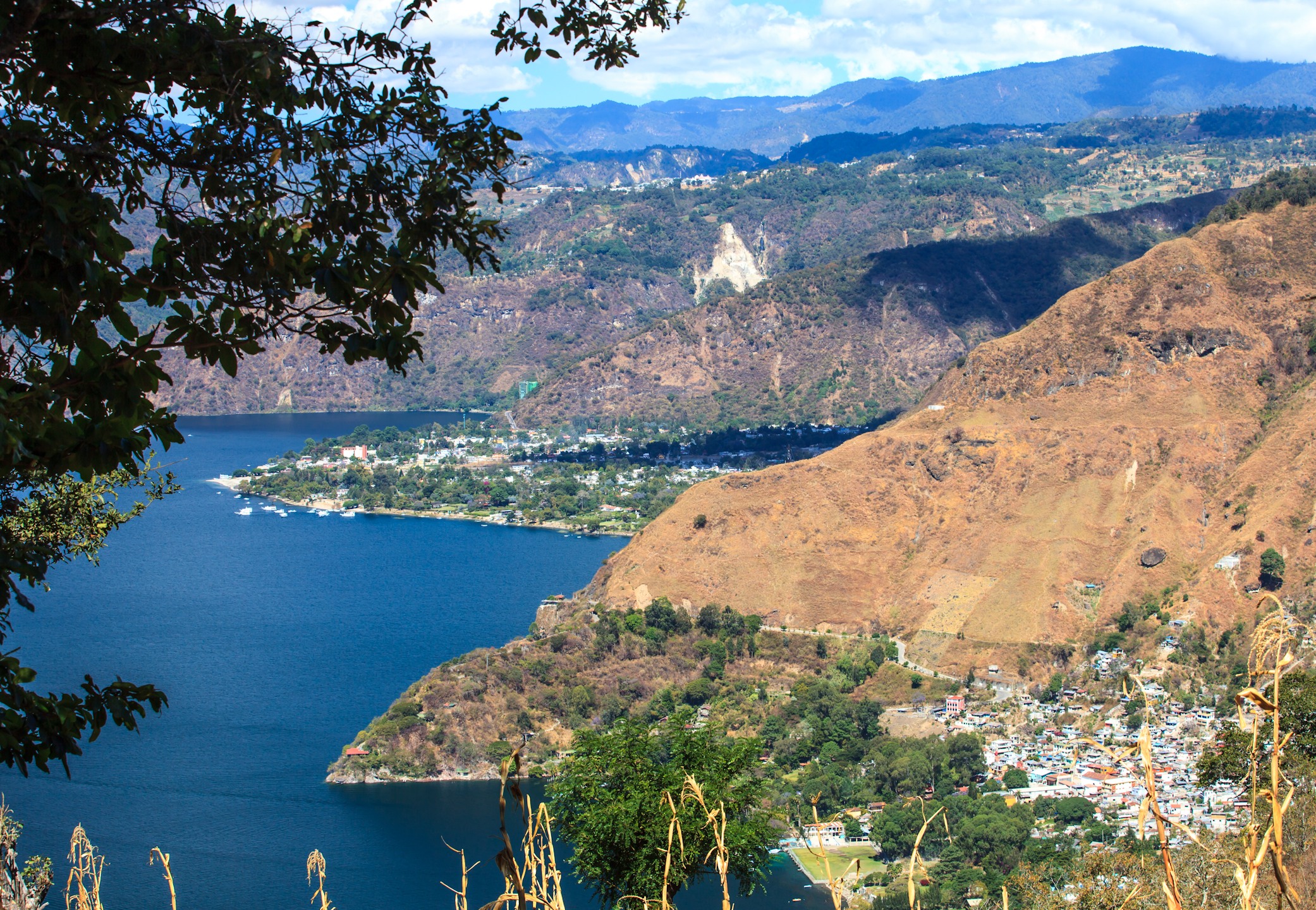
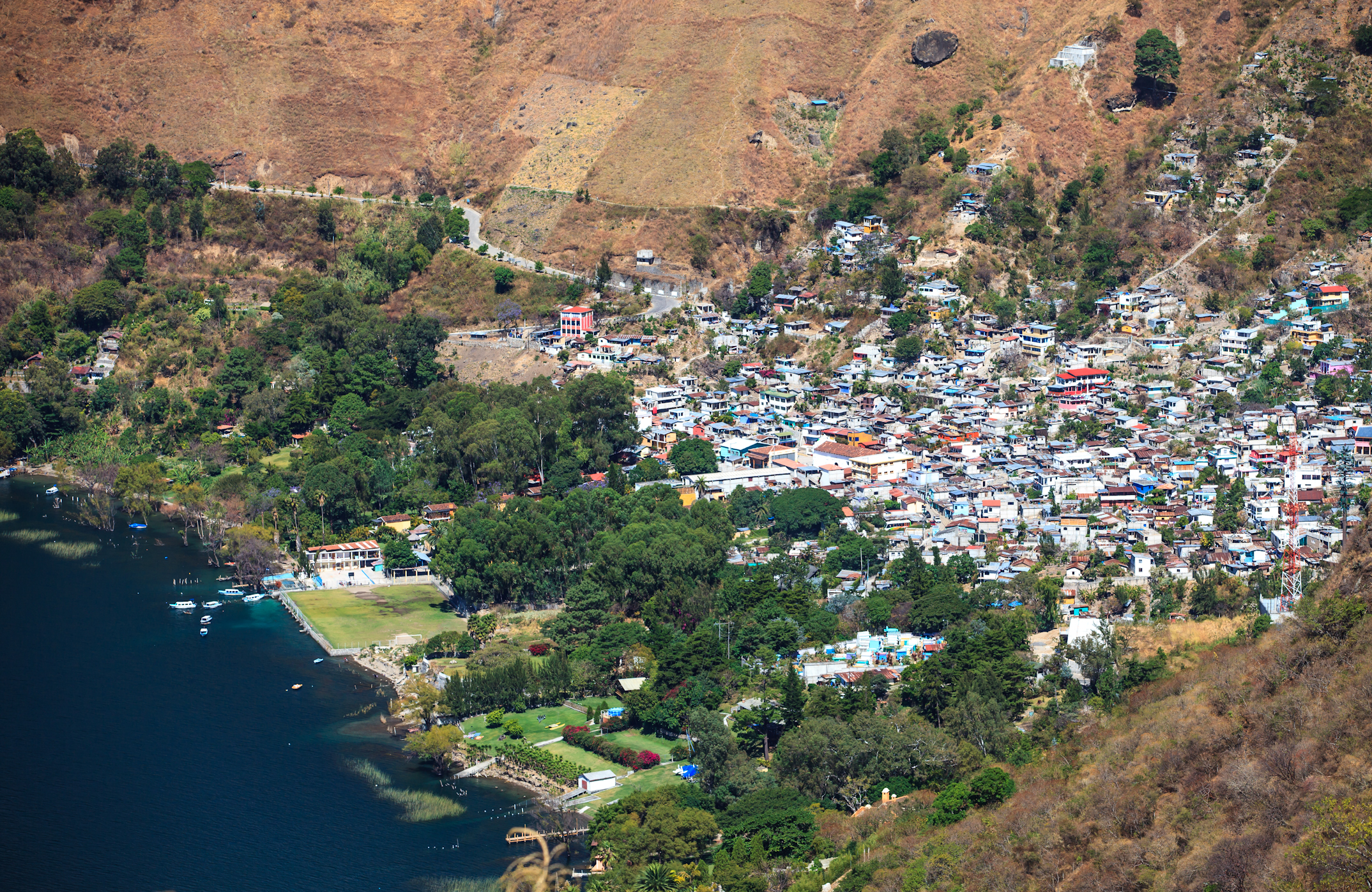
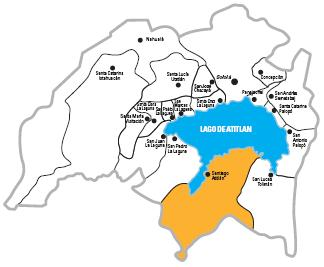
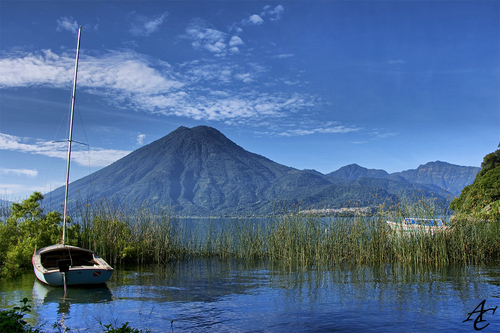
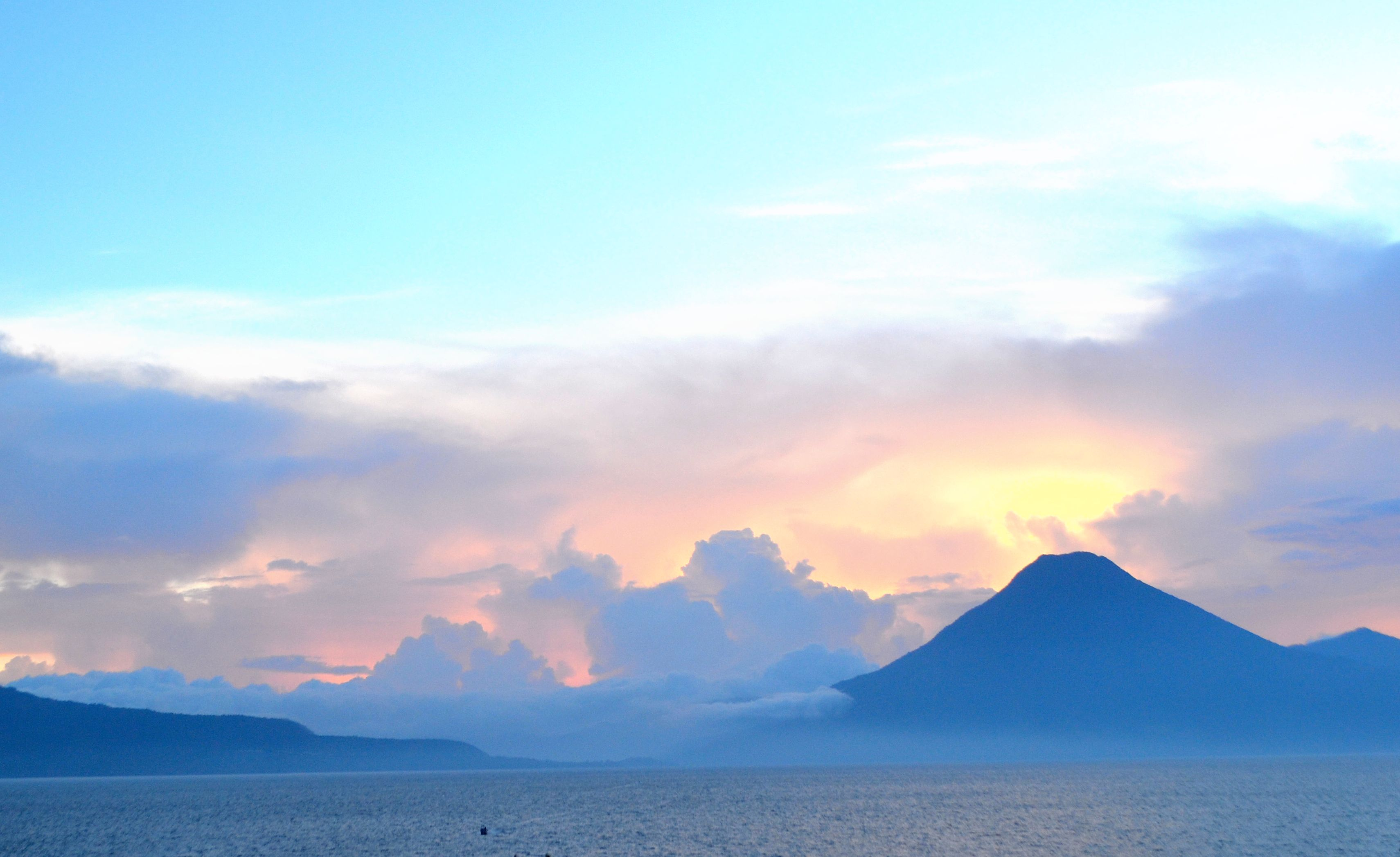
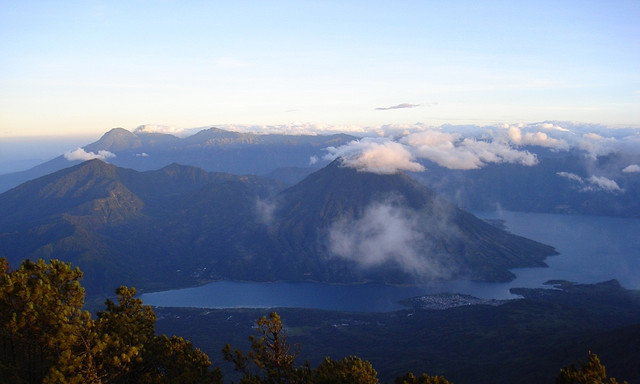
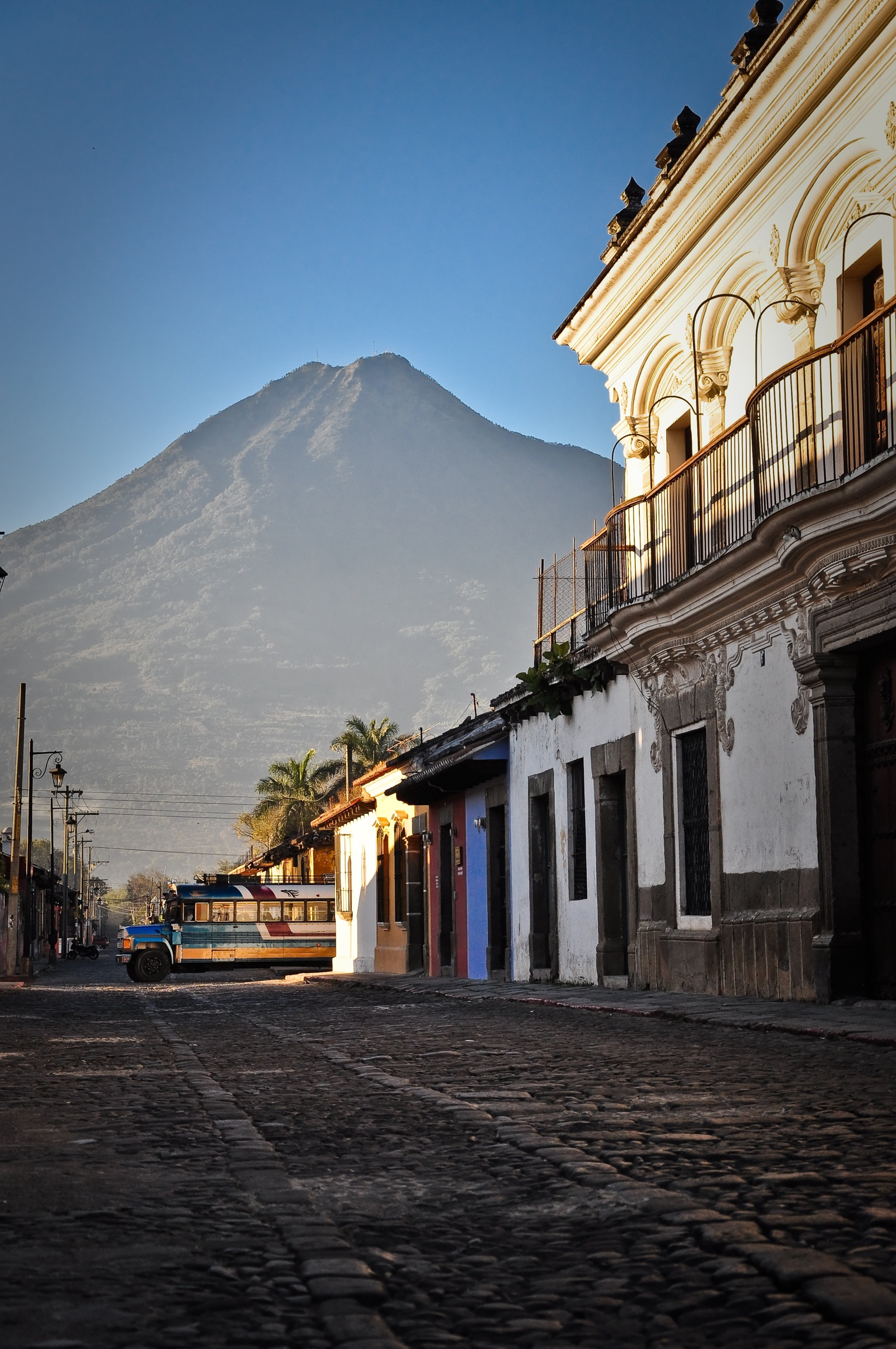
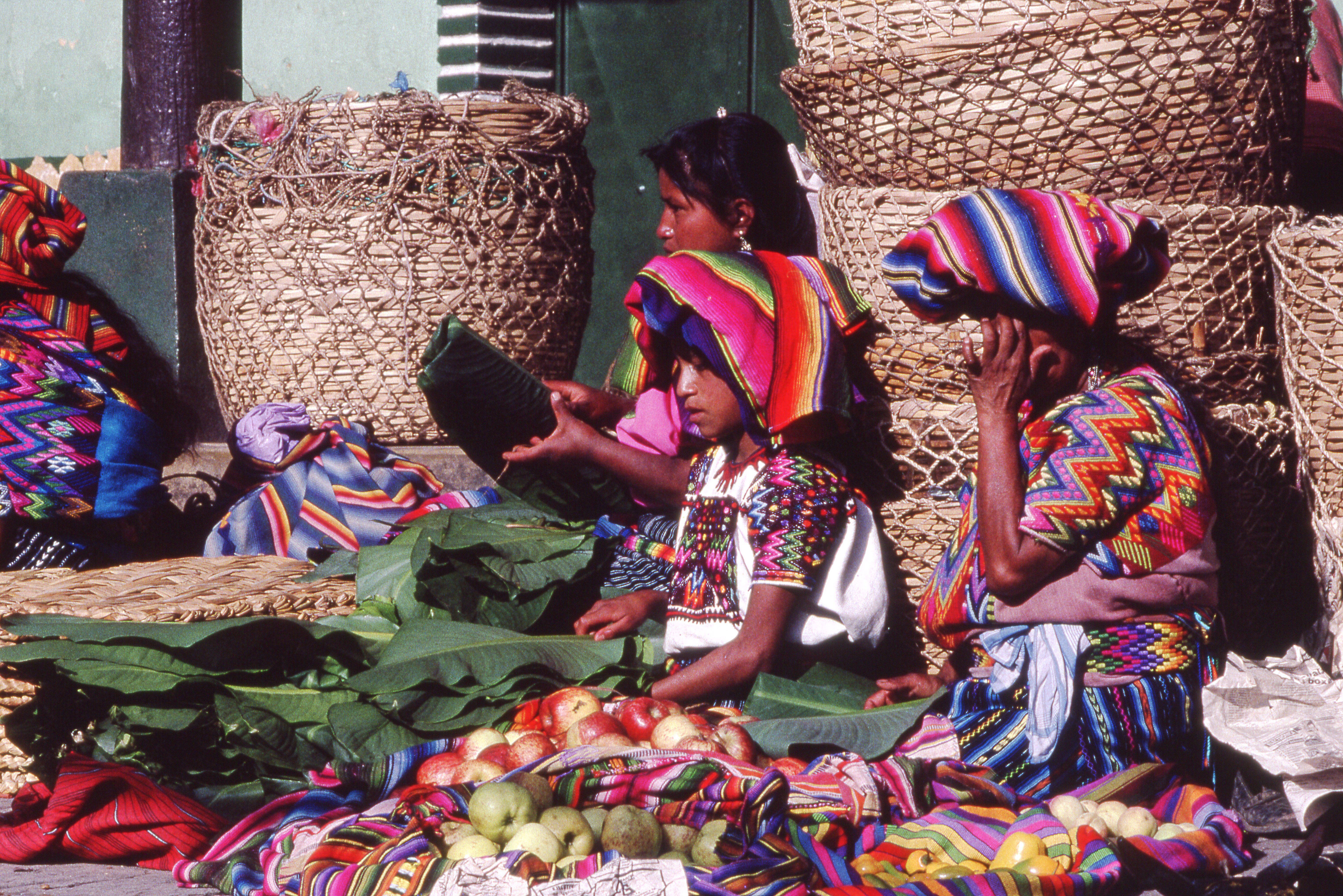
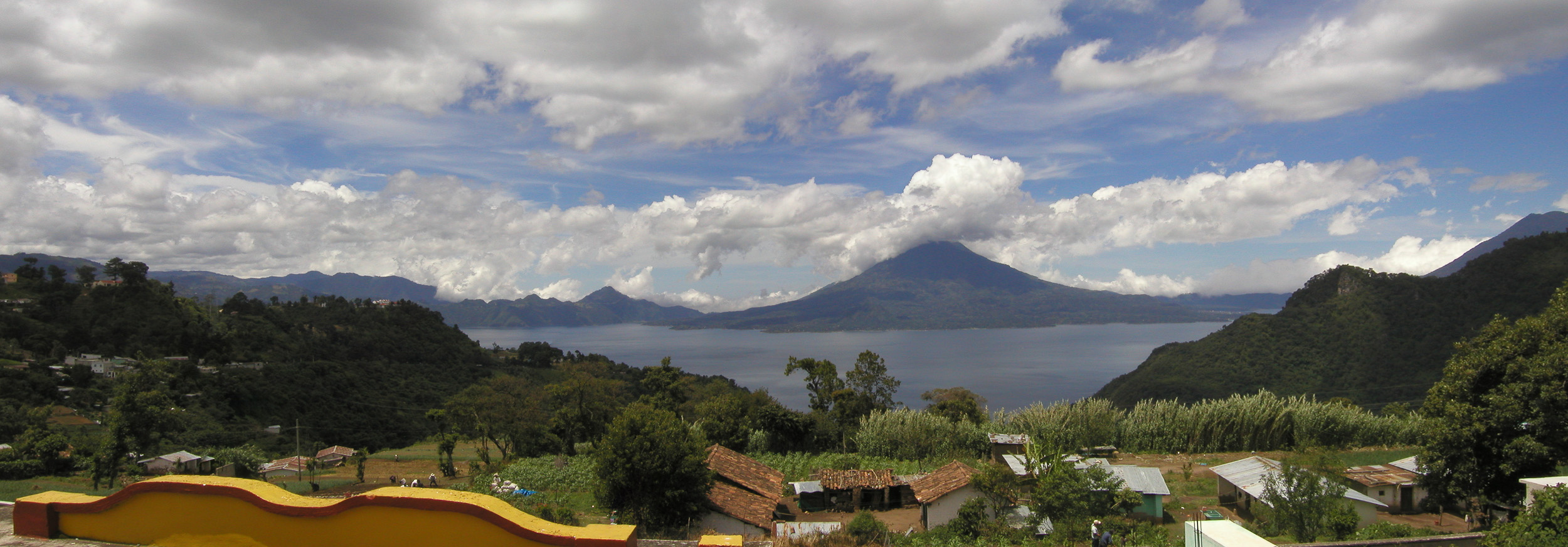
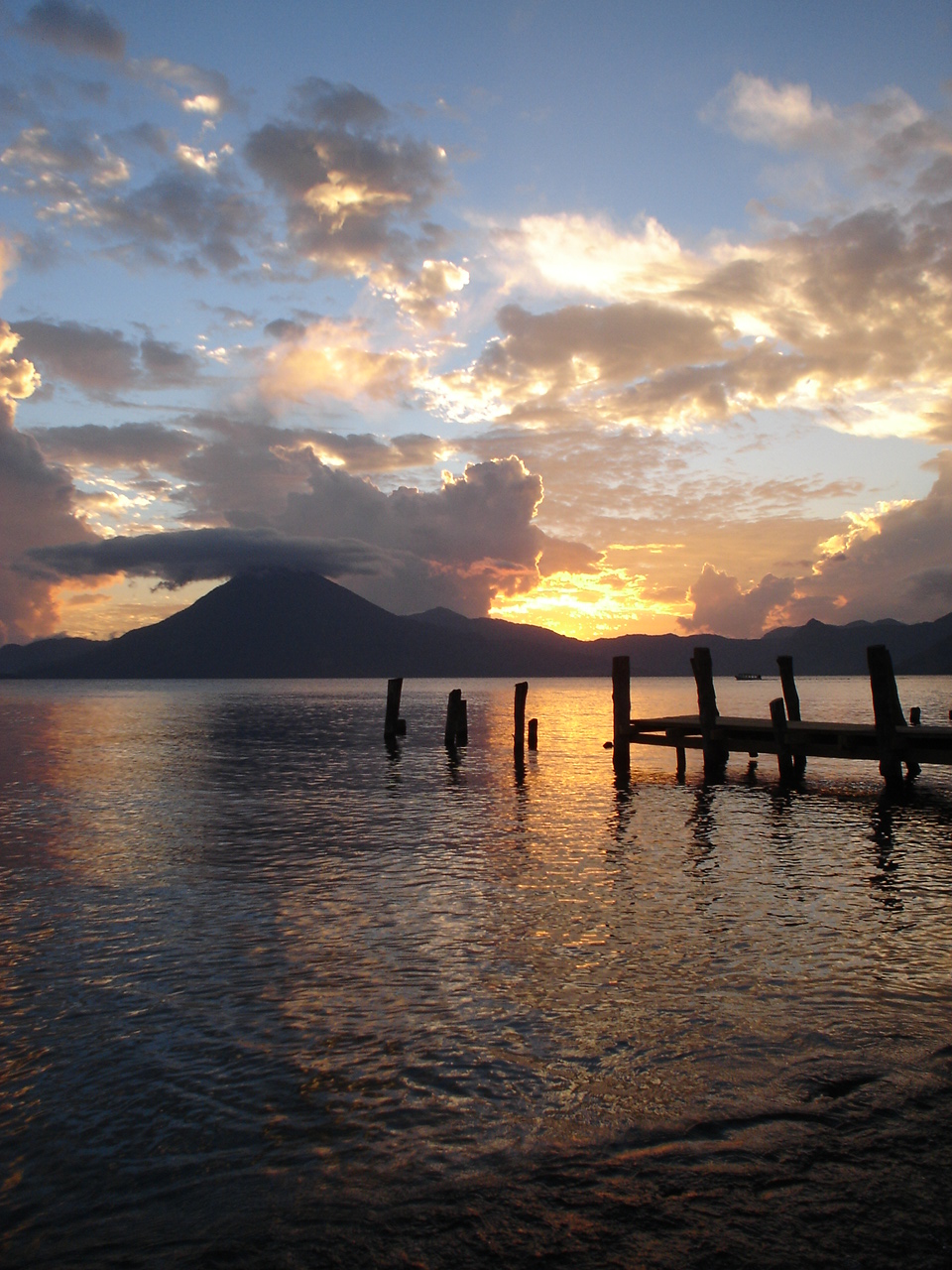
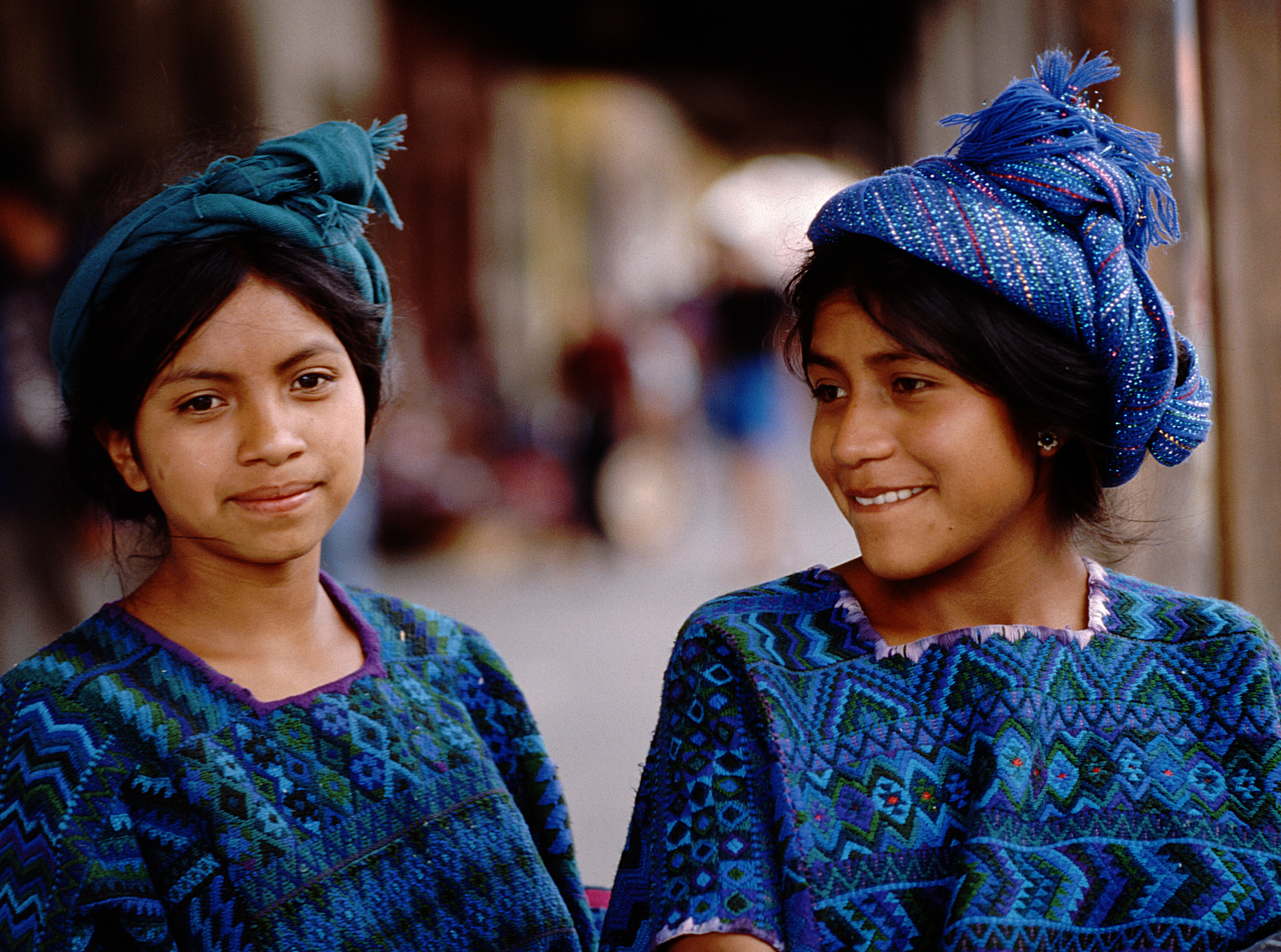
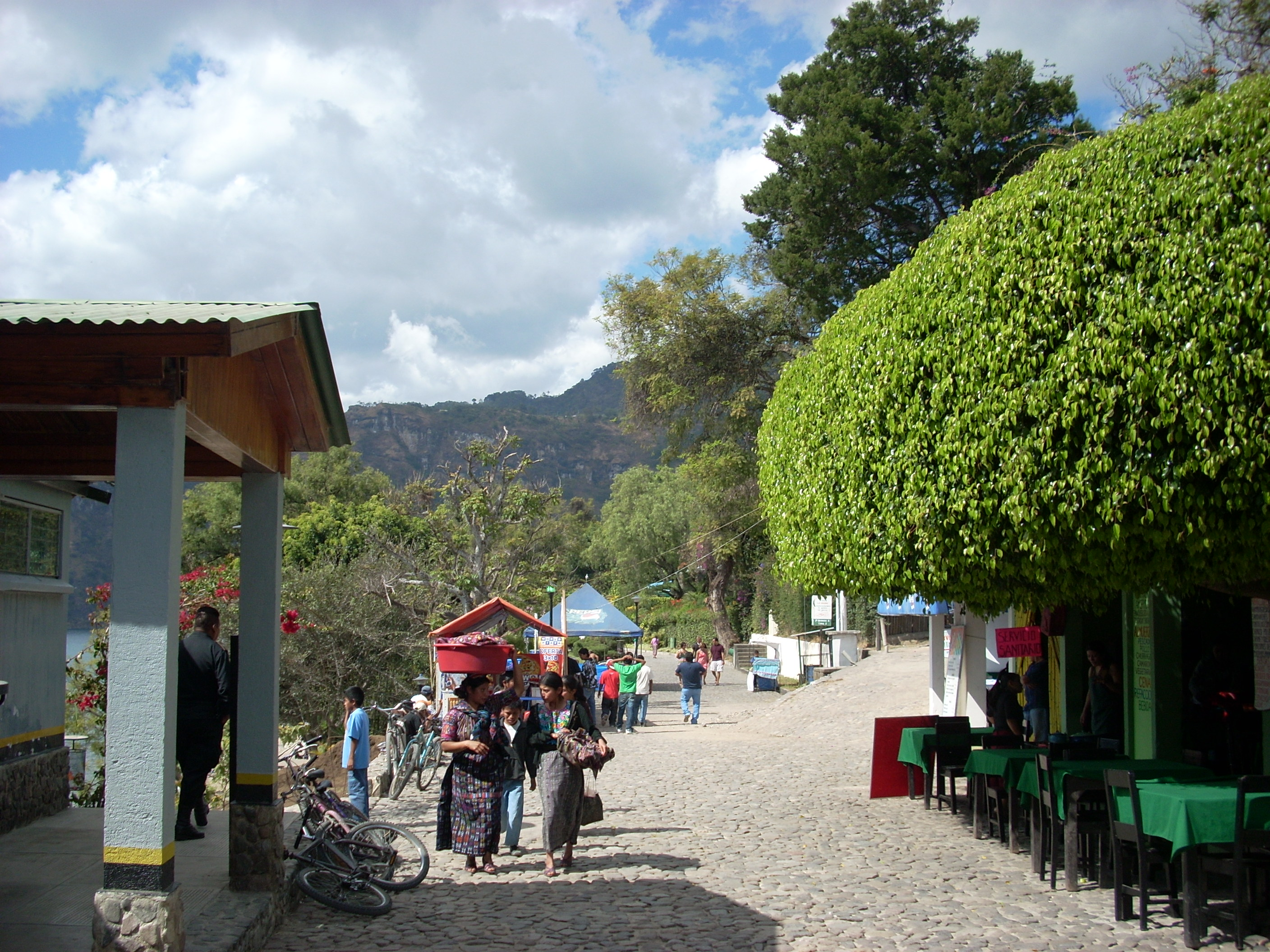

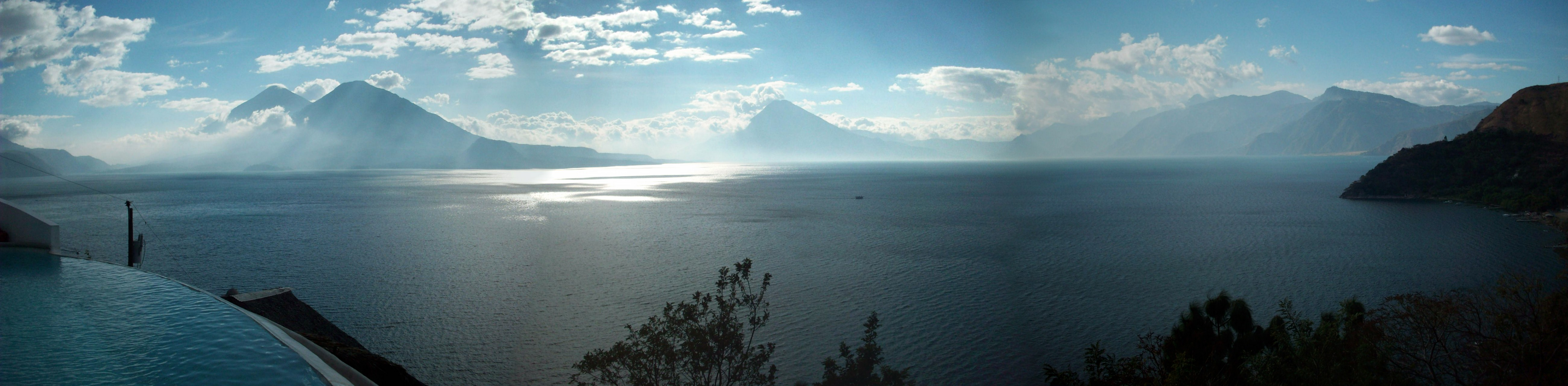
从靠近Santa Catarina Palopó的Tzam Poc旅馆拍摄的阿蒂特兰湖。